# Camarilla
Una camarilla è un gruppo di persone che hanno influenza su esponenti politici e che la usano per scopi di vantaggio personale. Per molti aspetti si tratta di un concetto assimilabile a quello di lobby, sebbene se ne distingua per la prevalenza di un fattore comune più prettamente politico, che lega fra loro gli aderenti, anziché economico.
Il termine deriva dalla lingua spagnola, in cui indica una piccola camera ed è duplicemente usato sia nell'accezione di piccolo parlamento sia per indicare il vano adibito a studiolo di un re (in questo senso, a indicarne la frequentazione); si diffuse in Italia per riferirsi ai molti interessati ad orientare le sorti del Regno delle Due Sicilie.
Tuttora è usato per indicare supposti informali raggruppamenti di occulta influenza politica.
Due gruppi in particolare sono chiamati camarilla: la cerchia dell'imperatore Guglielmo II e quella del presidente Paul von Hindenburg.